# Anglický bulteriér
Bulteriér je psí plemeno. V rámci Mezinárodní kynologické federace (FCI) je zařazen do kategorie 3, tj. mezi teriéry, pod číslem standardu 11. Jsou známí svým temperamentem, oddaností a odvahou. Chovají se ve dvou variantách: nad 35,5 cm v kohoutku (standardní bulteriér). Pro svůj mohutný vzhled je znám jako "gladiátor mezi psy".

## Stručná charakteristika
Pes silné konstrukce, vyvážený, aktivní. Má bystrý, ostražitý, rozhodný a inteligentní výraz. Je udatný, odvážného ducha, milující zábavu. Význačným rysem je klabonosá hlava ve tvaru vejce bez stopu a trojúhelníkovité oči. Bez ohledu na velikost psa musí být jasně vyjádřen pohlavní výraz. Má vyrovnaný temperament a je přístupný disciplíně. Třebaže je tvrdohlavý, je mimořádně přátelský k lidem.
Nosní houba je vždy černá. Dnes je kromě bílé barvy schválena také trikolorní (kombinace bílá-černá-hnědá), žlutá, červená, přednost má žíhaná. Barva vždy převládá nad bílými znaky.
Mezi zajímavosti patří, že jako jedno z mála plemen nemá bulteriér stanovený žádný výškový ani váhový limit. Důležitá je pouze proporcionalita a celkový vzhled psa. Konkrétně uváděné údaje jsou proto pouze orientační. Průměrní psi dorůstají v kohoutku kolem 50 cm s hmotností pohybující se pod hranicí 30 kg. Feny jsou nižší a lehčí postavy. Můžeme se samozřejmě setkat i se psy většími a těžšími, zpravidla ale nepřesahují 55 cm a 35 kg.

## Historie vývoje plemene

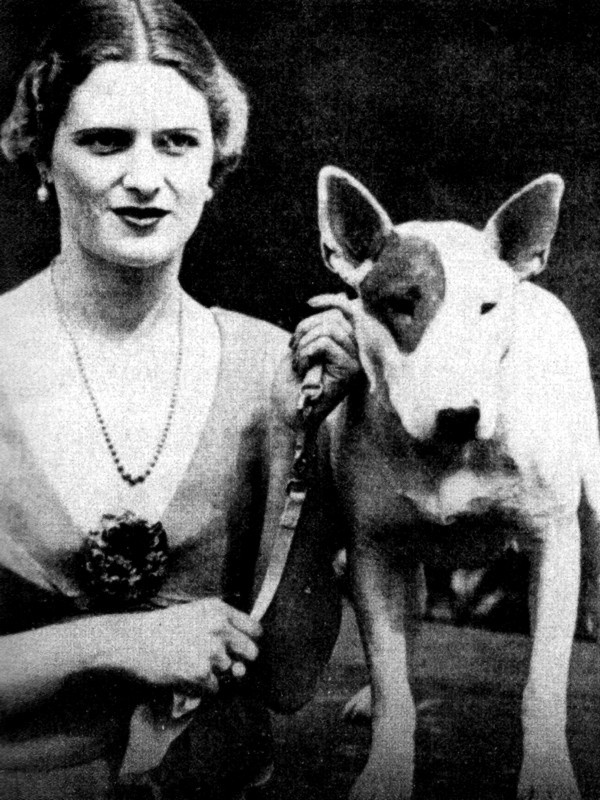
Anglický bulteriér v roce 1932

Anglický bulteriér byl vyšlechtěn Jamesem Hinksem v 19. století v Anglii. Původně vznikl křížením staroanglického buldoka (vyhynulý) a staroanglického „Black and tan“ teriéra, nyní známého pod názvem manchesterský teriér. Hinks k tomuto „Bull and terrier“ hybridu přikřížil bílého anglického teriéra (rovněž dnes neexistující plemeno) za účelem lepšího exteriéru.
Často se můžeme setkat s mylnými informacemi, že byl bulteriér vyšlechtěn za účelem boje v aréně, popřípadě na lov prasat, patrně kvůli svému vzhledu. Je nutno zdůraznit, že tvar hlavy bulteriéra je pouze estetická záležitost, se kterou ani původní šlechtitel vůbec nepočítal. Zápasnický původ je sice pravdivý, ale pouze z části. Faktem je, že angličtí hybridi „Bull and terriers“ byli šlechtěni především jako krysaři, nikoliv jako např. americký pitbulteriér pro psí zápasy (resp. pes versus pes). Způsob boje pro krysaře spočíval v zakousnutí co nejvíce krys vhozených do ringu v daném časovém limitu. Proto jsou jakékoliv úvahy o vrozené agresivitě proti psům (či dokonce lidem) naprosto nesmyslné.
Hinksův cíl byl vytvořit "bílého kavalíra" či "společníka pravého gentlemana", který nikdy nevyhledává boj, ale byl schopen ochránit Hinksovu rodinu.
První bulteriér byl J. Hinksem představen na výstavě v Chelsea roku 1862. První spolek chovatelů bulteriérů vznikl v roce 1887 a vydal standard plemene, který byl přepracován roku 1895. Ve standardu tohoto plemene byl kladen zvláštní důraz na vytrvalost. Právě pro tuto vlastnost se stal bulteriér „spolutvůrcem“ řady dalších plemen. Snad nejvíce se podílel na prošlechtění erdelteriéra, bostonského teriéra, dandie dinmont teriéra, foxteriéra, irského a skotského teriéra a boxera. Výrazně posílil vytrvalost grejhaunda.
Současný vzhled bulteriéra, jmenovitě vejčitý tvar hlavy, pozorujeme od roku 1917, kdy byl představen první pes bez stopu. Na začátku 20. století byly povoleny další barvy srsti, neboť výhradně bílí psi měli závažné zdravotní problémy, se kterými se bohužel potýkají dodnes (především hluchota a kožní problémy, alergie a celková přecitlivělost).
V dnešní době je bulteriér vyhledávaným společníkem nejen pro svůj atraktivní a nevšední vzhled, ale především pro svou milující a oddanou povahu.
Známých bulteriérů je mnoho, avšak vyniká mezi nimi Sallie Ann Jarrett. Bulteriérka Sallie byla maskotem 11. pensylvánského dobrovolnického pěšího pluku a angažovala se ve Válce Severu proti Jihu v Americe.

## Výcvik psa

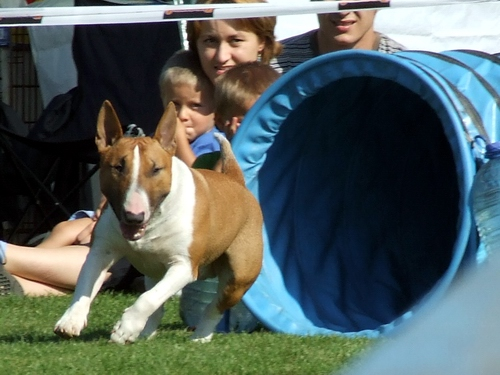
Bulteriér při agility

Bulteriér je velice tvrdohlavý pes, který vyžaduje zvláštní přístup. Výchova by měla být citlivá, ale zároveň důsledná. Vzhledem ke své temperamentní povaze i dobře vycvičený bulteriér občas zkouší, zda pořád platí stanovená pravidla. Bulteriér je velice chytrý a učenlivý pes, který tyto vlastnosti někdy schovává za vlastní tvrdohlavost či znuděnost. Klíčem k rychlému výcviku je udělat z povelů hru, která bude psa bavit, případně zajistit dobrou motivaci (hračka, psí dobroty).
Bulteriér není pracovní ani lovecké plemeno. Nevyniká mechanickou poslušností či výraznými čichovými dovednostmi. To ho sice nevylučuje z těchto aktivit, ale setkáme se s ním v této roli spíše jen zřídka. Jeho hlavním uplatněním je společenský aspekt. Je to hluboce milující a oddaný pes, hodící se k dětem. Právě k nim je velice tolerantní díky svému nadprůměrně vysokému prahu bolesti, trpělivosti a něžnosti, což bez povšimnutí dovoluje tahání za uši, ocas a jiné psům nepříjemné věci.
Nutností je zajištění dostatku pohybu, nebo jiné vybouření bulteriérovy energie. Kontrastem k téměř až neomezeným fyzickým možnostem je bulteriérova domácí pohodlnost. Tato vlastnost často hraničí až s leností, takže se bulteriér skvěle hodí i do bytu (samozřejmě za předpokladu zmiňované možnosti vybití energie).

## Povaha a temperament psa

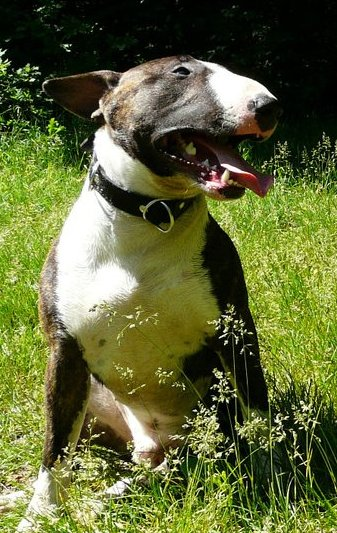
Dospělý pes anglického bulteriéra

Je nadmíru důležité zdůraznit, že bulteriér není svou podstatou žádnou hrůzostrašnou „bestií", jak je někdy v médiích prezentováno. Rovněž je důležité připomenout, že za chováním každého psa jakékoliv rasy stojí vždy výchova. Jedná se především o společenské plemeno. Jeho hlavním úkolem je být milým společníkem. Vedle obrovského množství energie dokáže bulteriér svého majitele zahrnout překvapivou dávkou něžnosti. Vyžaduje velmi těsný fyzický kontakt se svou rodinou, proto se absolutně nehodí jako kotcové zvíře. Tento středně velký pes si je plně vědom své síly, je opatrný k malým dětem, starým lidem a menším zvířatům.
Zdravé zvíře je vytrvalé, plné síly a odhodlání ke každé aktivitě, kterou provádí. Oplývá nevyčerpatelnou radostí. I přes svou poměrně špatnou pověst plynoucí z nedostatku informací a překrucování faktů médii se hodí k dětem i dalším zvířatům.

## Péče o zdraví psa
Plemeno anglického bulteriéra je poměrně zdravé a není zatíženo přílišnými problémy. Ovšem žádné plemeno není bez určitých zdravotních problémů a ani bulteriéři nejsou výjimkou.
Při kříženi byl použit mimo jiné i dalmatin, který díky svému zbarvení nese genetickou vlohu pro hluchotu. To se samozřejmě promítlo do genů bulteriéra (tedy převážně pro bíle zbarvené typy). Občas se u bulterierů objevují choroby srdce, bíle zbarvení jedinci jsou náchylnější ke kožním problémům a nemocem ledvin. U některých se může projevit dědičné zatížení na luxaci pately, někteří psi mají předkus.

## Výživa psa
Bulteriér je náročný na výživu, především v prvním roce života. Při dobré výživě je štěně ve věku 6 měsíců vysoké téměř jako dospělý pes. Postava a hlava se však formují někdy až do tří let psa. Vzhledem k mohutné konstituci psa musíme štěněti zajistit dostatek vápníku, aby se vyvinula pevná kostra a odolné chrupavky. V neposlední řadě je vápník důležitý pro správné postavení uší, které se vzpřimují v období přezubování, tedy v době velice náročné na spotřebu živin.
U dospělého psa musíme dbát hlavně na správnou krmnou dávku, protože bulteriéři mají sklony k tloustnutí. S tím samozřejmě souvisí dostatek pohybu a aktivita.